# Murdoch Stewart, vojvoda Albany
Murdoch Stewart, vojvoda Albanyja (škotska gelščina: Muireadhach Stiubhart) (1362 – 24. maj 1425) je bil vodilni škotski plemič, sin Roberta Stewarta, vojvode Albanyja, in vnuk škotskega kralja Roberta II., ki je ustanovil Stewart dinastija. Leta 1389 je postal Justiciar severno od Fortha. Leta 1402 je bil ujet v bitki pri Homildon Hillu in bi preživel 12 let v ujetništvu v Angliji.
Potem ko je njegov oče leta 1420 umrl in medtem ko je bil nekronani škotski kralj Jakob I. sam ujet v Angliji, je Stewart služil kot guverner Škotske do leta 1424, ko je bil James končno odkupljen in se je vrnil na Škotsko. Vendar pa je bil leta 1425, kmalu po Jakobovem kronanju, Stewart aretiran, spoznan za krivega izdaje in usmrčen, skupaj z dvema njegovima sinovoma. Njegov edini preživeli dedič je bil Jakob Debeli, ki je pobegnil v Antrim na Irskem, kjer je umrl leta 1429. Stewartova žena Isabella Lennoxova je preživela uničenje svoje družine. Dočakala je atentat na Jakoba I. in obnovitev njenega naslova in posesti.
ZGODNJE ŽIVLJENJE
Pečat Murdochovega očeta Roberta Stewarta, vojvode Albanyjskega
Stewart se je rodil leta 1362 kot edini sin Roberta Stewarta, vojvode Albanyjskega (1340–1420), in njegove žene Margaret Graham, grofice Menteith. Vojvoda Robert je bil vodilni škotski plemič, ki je bil regent Škotske v različnih obdobjih med vladavino treh kraljev (Roberta II., Roberta III. in Jakoba I.). Poleg tega je vojvoda Robert imel naslove grofa Menteitha (28. februarja 1361), grofa Fife (1361; odstopil leta 1372), grofa Buchana (1394; odstopil leta 1406) in grofa Atholla. Poleg tega, da so imeli precejšnjo moč in bogastvo, so bili Albany Stewarti potencialni dediči prestola; Murdochov dedek je bil škotski kralj Robert II., ki je bil prvi član dinastije Stewart, ki je vladal Škotski.
Murdoch Stewart je bil vzgojen v veliki družini, ki je imela osem sester:
Janet Stewart (poročena Sir David de Moubray);
Mary Stewart (poročena s sirom Williamom Abernathyjem, 6. od Saltouna);
Margaret Stewart (poročena s sirom Johnom Swintonom, 14. tega rodu);
Joan Stewart (poročena s Sir Robertom Stewartom, Lordom Lorna);
Beatrice Stewart (poročena s Sir Jamesom Douglasom, 7. grofom Douglasovim);
Isabella (Isobel) Stewart (poročena z Alexandrom Lesliejem, 7. grofom Rossovim in pozneje z Walterjem de Haliburtonom, 1. lordom Haliburtonom iz Dirletona);
Lady Marjorie Stewart (poročena s sirom Duncanom Campbellom, prvim lordom Campbellom);
Lady Elizabeth Stewart (poročena z Malcolmom Flemingom, prednikom Malcolma Fleminga, 3. lorda Fleminga).
Njegova mati Margareta je umrla leta 1380. Njegov oče vojvoda Robert se je drugič poročil z Muriello de Keith, s katero je imel štiri otroke, od katerih je bil starejši John Stewart, 2. grof Buchanski (1381–1424).
Leta 1389, pri približno 27 letih, je bil Murdoch imenovan za sodnika severno od Fortha. Oče in sin bosta zdaj sodelovala, da bi razširila svoj družinski interes, kar ju je pripeljalo v nasilen spopad z drugimi člani plemstva, kot je Donald McDonald, 2. Lord of the Isles. [1]
Vojna in ujetost
Glavni članek: Bitka pri Homildon Hillu
Detajl iz Armstrongovega zemljevida Northumberlanda (1769), ki prikazuje hrib Humbleton (Homildon)
Stewart je služil v škotskih vojaških akcijah proti Angležem v začetku 15. stoletja in je bil ujet v bitki pri Homildon Hillu, ki je potekala 14. septembra 1402 v Northumberlandu v Angliji. Pod vodstvom Archibalda Douglasa, 4. grofa Douglasovega, je škotska vojska vdrla v Anglijo, zavzeta za plenjenje, delno zato, da bi se maščevala za ubijanje in ujetje škotskih plemičev v bitki pri Nesbit Moorju 22. junija 1402. [2] Med vračanjem na Škotsko so jih prestregle angleške sile, ki jih je vodil Henry Percy, prvi grof Northumberlandski. Rezultat je bil odločilen poraz škotske vojske.
William Shakespeare je pozneje v svoji drami Henrik IV., 1. del zapisal:
Deset tisoč drznih Škotov, dvaindvajset vitezov,
Balk'd v lastni krvi je Sir Walter videl
Na Holmedonovih planjavah. Od zapornikov je Hotspur vzel
Mordake, grof Fife, in najstarejši sin
Pretepenemu Douglasu; in grof Athol,
Od Murrayja, Angusa in Menteitha:
In ali ni to časten plen?
Galantna nagrada? ha, bratranec, kajne?
--- William Shakespeare, Henrik IV., 1. del, 1. dejanje, 1. prizor.
Murdoch Stewart (zgoraj opisan kot "Mordake grof Fife") je bil naslednjih dvanajst let zaprt v Angliji.
Politika
Ujetništvo Murdocha Stewarta v Angliji njegovemu očetu ni preprečilo neusmiljenega zasledovanja družinskih interesov, pogosto z nasilnimi sredstvi. 26. marca 1402 je nečak vojvode Albanyja, David Stewart, vojvoda Rothesay, umrl v Falklandski palači, medtem ko je bil pod zaščito svojega strica. Škotski kralj Robert III., ki se je bal, da bo njegovega mlajšega sina princa Jamesa, škotskega prestolonaslednika, doletela enaka usoda, ga je poslal iz kraljestva, da bi pobegnil iz Albanyjevih krempljev. Leta 1406 se je James vkrcal na Maryenknyght, ladjo iz Danziga, ki je bila namenjena v Francijo, [3] toda 22. marca 1406 so ladjo vzeli angleški pirati pri Flamborough Headu in James je bil kot ujetnik izročen angleškemu kralju Henriku IV. Kmalu zatem, 4. aprila 1406, je umrl kralj Robert III. Škotska je ostala brez kralja. Princ James, zdaj škotski prestolonaslednik in star komaj 12 let, bi v Angliji preživel 18 let pripora. V njegovi odsotnosti so vajeti oblasti prevzeli Albany Stewarti in Murdochov oče, Robert Stewart, vojvoda Albanyjski, je postal guverner Škotske, kralj v vsem razen po imenu. Angleška cena vrnitve Jamesa na Škotsko je bila angleška premoč nad Škotsko, kar je bilo nekaj Škotov pripravljenih sprejeti.
V tem času je bil Murdoch Stewart še vedno ujetnik v Angliji, vendar so ga leta 1416 zamenjali za Henryja Percyja, 2. grofa Northumberlandskega, in se vrnil na Škotsko. Albany Stewarti so prevzeli Jakobova ozemlja pod svoj nadzor, kralja pa prikrajšali za dohodek in vse regalije njegovega položaja. James je bil v uradnih zapisih omenjen zgolj kot "sin pokojnega kralja".[5]
Guverner Škotske in vojvoda Albanyja
Leta 1420, po očetovi smrti, je Murdoch, zdaj star 58 let, končno podedoval vojvodino Albany. Podedoval je tudi grofstvo Fife in grofstvo Menteith ter končno sam postal guverner Škotske. Ta položaj je imel od leta 1420 do 1424, medtem ko je bil kralj Jakob I. še vedno v ujetništvu v Angliji. Zdi se, da je vojvoda Albany izvedel nekaj resnih poskusov, da bi vrnil Jamesa na Škotsko, [6] toda na koncu je politični pritisk prisilil Murdocha, da je privolil v splošni svet.
Odkupnina in vrnitev Jakoba I
Avgusta 1423 je bilo dogovorjeno, da se v Anglijo pošlje veleposlaništvo, da se pogaja o Jakobovi izpustitvi. Odkupnina v višini 60.000 mark (ogromna vsota) je bila sklenjena v Durhamu 28. marca 1424, na katero je Jakob pritrdil svoj pečat – on in njegova kraljica sta v spremstvu angleških in škotskih plemičev odpotovala do opatije Melrose, kjer je prispela dne 5. aprila, kjer se je srečal z Albanyjem, da bi prejel guvernerjev pečat. [8] [9] Po vrnitvi Jakoba I. na Škotsko je Albany izgubil položaj regenta.
James je začel utrjevati svoj položaj. Njegovo kronanje je potekalo v Sconeu 21. maja 1424. Na svojem kronanskem parlamentu je kralj – verjetno z namenom, da bi zagotovil kohezivno politično skupnost, zvesto kroni – povzdignil v viteza 18 uglednih plemičev, vključno z Albanyjevim sinom Alexandrom Stewartom. [10]
Na tej stopnji je verjetno, da se je kralj počutil nesposobnega ukrepati proti Albany Stewartom, medtem ko sta se Murdochov brat John Stewart, grof Buchanski in Archibald Douglas, 4. grof Douglasov, borila proti Angležem v Franciji skupaj s svojimi dofinističnimi francoskimi zavezniki. 11] Buchan je bil vojak z mednarodnim ugledom in je poveljeval veliki škotski vojski s približno 6000 možmi, ki je bila velikanska sila. Poleg tega je bil francoski konstable, zaradi česar je postal učinkovit poveljnik celotne francoske vojske. Vendar sta bila tako on kot Douglas ubita v bitki pri Verneuilu avgusta 1424 in škotska vojska je bila poražena – izguba teh zaveznikov Albanyja z njihovimi bojnimi silami je Murdocha pustila politično izpostavljenega. James je kmalu zatem hitro krenil proti svojim sorodnikom Albany Stewart.
aretacija
Grad Doune, kjer je bila aretirana in ujeta Albanyjeva žena Isabella.
Grad Stirling, kjer so bili usmrčeni Albany Stewarti
Murdoch je bil aretiran skupaj z njegovim mlajšim sinom Lordom Alexandrom Stewartom. Albany je bil najprej zaprt v gradu St. Andrews, nato pa premeščen na grad Caerlaverock. Njegovo ženo Isabello so ujeli v družinskem utrjenem gradu Doune, njihovem najljubšem prebivališču, in predali gradu Tantallon.
Jamesov starejši brat David Stewart, vojvoda Rothesayski, je umrl mlad na Falklandskem gradu, medtem ko je bil v oskrbi Murdochovega očeta, Roberta Stewarta, vojvode Albanyjskega. Čeprav je parlament Albanyja oprostil krivde, je sum napačne igre ostal. Še več, niti vojvoda Robert niti njegov sin Murdoch se nista potrudila pri pogajanjih o Jamesovi izpustitvi, medtem ko je bil v angleškem ujetništvu. To je morda pustilo Jamesa ob sumu, da sta imela Albany Stewart osebne načrte na škotskem prestolu. [13]
V tem času je bil Albanyjev drugi sin Walter že v zaporu. James, Murdochov najmlajši sin (znan tudi kot James Debeli), je ušel aretaciji. in pobegnil v Lennox, kjer je začel organizirati upor, vodilni možje Lennoxa in Argylla v odprtem uporu proti kroni. Napadel je in požgal mesto Dumbarton z veliko izgubo življenj. To zatekanje k nasilju Albanyjevega najmlajšega sina je morda spodbudilo kralja, da je proti Albany Stewartom vložil obtožbo izdaje, vendar je verjetno, da so obstajali drugi dokazi (ki jih ni več), da je pridobil podporo vodilnih magnatov. 14]
Vojvoda Murdoch, njegova sinova Walter in Alexander ter Duncan, grof Lennoxov, so bili 18. maja 1425 v gradu Stirling zaradi sojenja na preklicanem parlamentu v prisotnosti kralja. Sedem grofov in štirinajst manjših plemičev – vključno z Albanyjevim polstricem Walterjem Stewartom, grofom Athollskim, prvim bratrancem Aleksandrom Stewartom, grofom Marovim, prvimi bratranci so nekoč odstranili Archibalda Douglasa, 5. grofa Douglasovega, in Aleksandra, grofa Rossa in Lorda z otokov[15] – slišali dokaze, ki so zapornike povezovali z uporom v Lennoxu – v sojenju, ki je trajalo le en dan, so bili štirje moški spoznani za krive izdaje.
Walter je bil obsojen 24. maja 1425. Albanyju in njegovemu sinu Aleksandru so naslednji dan sodili pred isto poroto. Vsi zaporniki so bili javno obglavljeni na Heading Hillu "pred" gradom Stirling.[16][17][18] Albany je bil dosežen in vsi njegovi nazivi so bili odvzeti. Pokopan je bil v cerkvi Blackfriars v Stirlingu.[19]
Z uničenjem svoje bližnje družine, Albany Stewartov, je Jakob I. dobil znatne najemnine od treh družinskih odvzetih grofovskih naslovov Fife, Menteith in Lennox, udarec, od katerega si Albany Stewarti niso nikoli opomogli. Še pomembneje je, da je svojo vladavino zavaroval pred grožnjo, ki so mu jo nenehno predstavljali Albany Stewarti vse od smrti njegovega starejšega brata, verjetno v njihovih rokah, pred desetletji.[20]
Poroka in otroci
Murdoch je bil poročen z Isabello, hčerko Donnchadha, grofa Lennoxovega. Imela sta štiri sinove in hčerko:
Robert Stewart († 1421);
Walter Stewart (usmrčen 1425). Poročen z Janet Erskine; oče od:
Andrew Stewart, prvi lord Avondale, ki je postal lord Avondale leta 1459, in lord kancler Škotske istega leta ter postal eden vodilnih uslužbencev škotskega kralja Jakoba III. Službo kanclerja je opravljal 25 let in umrl leta 1488; [21]
Walter Stewart iz Morphieja;
Alexander Stewart;
Andrew Stewart, prvi lord Avondale;
Henry Stewart, prvi lord Methven, poročen z Margareto Tudor kot njen tretji mož; njen prvi je bil Jakob IV. Škotski.
Alexander Stewart (usmrčen 1425);
James Debeli (Seamas Mòr) Stewart je pobegnil na Irsko in umrl leta 1429.[22]
Isabel, ki se je poročila s sirom Walterjem Buchananom, 12. lairdom Buchananovim.
Predniki
Predniki Murdocha Stewarta, vojvode Albanyskega [23][24]
Zapuščina
Grad Tantallon, kjer je kralj Jakob I. za 8 let zaprl Albanyjevo ženo Isabello Lennoxsko
Albanyjev edini preživeli moški dedič je bil njegov najmlajši sin, James Debeli, ki je po neuspelem uporu pobegnil na Irsko po usmrtitvi očeta in bratov. James je ostal na Irskem, ni se mogel vrniti, in je tam leta 1429 umrl.[25] Nikoli ni mogel podedovati očetovih naslovov, saj so bili razglašeni za odvzeti pod izvršiteljem. Albanyjev vnuk, James "Beag" Stewart (okoli 1410-1470), bi sčasoma dosegel pomilostitev od kralja in se vrnil na Škotsko, čeprav družina nikoli ne bi povrnila svojih izgubljenih posesti. James "Beag" Stewart je prednik Stewartov iz Ardvorlicha na Lochearnsideu, katerih družinsko zgodovino pripoveduje Sir Walter Scott v Legendi o Montrosu.[26]
Albanyjeva žena, Isabella Lennoxska, je preživela usmrtitev svoje družine, čeprav je osem let preživela kot kraljeva ujetnica na gradu Tantallon. Leta 1437, po smrti Jakoba I., je končno povrnila svoja ozemlja in naslov. V naslednjih nekaj letih, čeprav je bila prisiljena upravljati svojo provinco iz Loch Lomonda, je izdala veliko število listin in jo je toleriral Jamesov naslednik, škotski kralj Jakob II., ki ji je dovolil, da prevzame vse svoje nazive in časti vojvodinje Albanyjske in grofica Lennox.[27]